# Mylabris maculicornis
Mylabris maculicornis là một loài bọ cánh cứng trong họ Meloidae. Loài này được Voigts miêu tả khoa học năm 1903.